# Claus Christiansen
Claus Odgaard Christiansen (ur. 19 października 1967 w Glostrup) – duński piłkarz grający na pozycji obrońcy.
Całą piłkarską karierę spędził w jednym klubie, Lyngby BK. W jego barwach zaliczył łącznie 295 występów w latach 1985–1996, z czego 237 w najwyższej lidze duńskiej, w których strzelił 4 bramki. W 1990 roku wygrał z Lyngby Puchar Danii, a w 1992 mistrzostwo kraju.
W rodzimej reprezentacji zaliczył pięć występów w latach 1991–1993. W 1992 roku sięgnął z nią po tytuł mistrza Europy.
| Sezon   | Klub      | Kraj  | Rozgrywki   | Mecze | Bramki |
| ------- | --------- | ----- | ----------- | ----- | ------ |
| 1986    | Lyngby BK | Dania | 1. division | 7     | 0      |
| 1987    | Lyngby BK | Dania | 1. division | 12    | 1      |
| 1988    | Lyngby BK | Dania | 1. division | 23    | 2      |
| 1989    | Lyngby BK | Dania | 1. division | 23    | 0      |
| 1990    | Lyngby BK | Dania | 1. division | 25    | 0      |
| 1991    | Lyngby BK | Dania | Superligaen | 17    | 0      |
| 1991/92 | Lyngby BK | Dania | Superligaen | 30    | 1      |
| 1992/93 | Lyngby BK | Dania | Superligaen | 29    | 0      |
| 1993/94 | Lyngby BK | Dania | Superligaen | 27    | 0      |
| 1994/95 | Lyngby BK | Dania | Superligaen | 26    | 0      |
| 1995/96 | Lyngby BK | Dania | Superligaen | 18    | 0      |